# Montoro Superiore

Montoro Superiores placering i provinsen Avellino.

Montoro Superiore var en kommun i provinsen  Avellino, i regionen Kampanien. Kommunen hade 8.758 invånare  (2009) och gränsade till kommunerna Calvanico, Contrada, Fisciano, Montoro Inferiore samt Solofra. Den 3 december 2013 slogs den samman med Montoro Inferiore i den nya kommunen Montoro.